# Xabier Azparren
Xabier Mikel Azparren Irurzun (San Sebastian, 25 februari 1999) is een Spaanse wielrenner die vanaf 2024 voor Q36.5 Pro Cycling Team uitkomt.

## Overwinningen
2016
 Spaans kampioen tijdrijden, junioren
2019
 Spaans kampioen tijdrijden, beloften

### Resultaten in voornaamste wedstrijden
| Jaar | Ronde van Italië | Ronde van Frankrijk | Ronde van Spanje |
| ---- | ---------------- | ------------------- | ---------------- |
| 2021 |                  |                     | 111e             |
| 2022 |                  |                     | 94e              |
| 2023 |                  |                     |                  |
| 2024 |                  |                     |                  |
| 2025 | 125e             |                     |                  |

| Jaar | Milaan-San Remo | Amstel Gold Race | Luik-Bast.‑Luik | Waalse Pijl | Clásica San Sebastián |  | WK op de weg |
| ---- | --------------- | ---------------- | --------------- | ----------- | --------------------- |  | ------------ |
| 2021 |                 |                  |                 |             | opgave                |  |              |
| 2022 |                 |                  |                 |             | opgave                |  |              |
| 2023 |                 |                  |                 |             | opgave                |  | opgave       |
| 2024 |                 |                  |                 |             |                       |  |              |
| 2025 | 144e            | opgave           | 87e             | opgave      |                       |  |              |

#### Resultaten in kleinere rondes
| Jaar | Tirreno-Adriatico | Ronde van Catalonië | Ronde van het Baskenland | Ronde van Romandië | Ronde van Zwitserland | Ronde van Polen |
| ---- | ----------------- | ------------------- | ------------------------ | ------------------ | --------------------- | --------------- |
| 2022 |                   |                     | opgave                   |                    |                       |                 |
| 2023 |                   | 122e                |                          |                    |                       |                 |
| 2024 |                   |                     | 105e                     | opgave             | 105e                  | opgave          |
| 2025 | opgave            |                     |                          |                    |                       |                 |

## Ploegen
- 2021 –  Euskaltel-Euskadi
- 2022 –  Euskaltel-Euskadi
- 2023 –  Euskaltel-Euskadi
- 2024 –  Q36.5 Pro Cycling Team
- 2025 –  Q36.5 Pro Cycling Team

Angulo · Aristi · Azparren · Azurmendi · Ballarin · Bizkarra · Bou · Canal · Cuadrado · Etxeberria · Goikoetxea · Iribar · Irizar · Isasa · Iturria · Juaristi · Lobato · Martín · Maté ·  Soto · Lasa (stagiair) · Mintegui (stagiair)
E. Azparren · X. Azparren · Azurmendi · Ballarin · Berasategi · Bizkarra · Bou · Canal · Cuadrado · Etxeberria · Goikoetxea · Iribar · Isasa · Iturria · Juaristi · Lobato · López de Abetxuko · Martín · Maté ·  Soto
Abreha · Azparren · Badilatti · Brambilla · Calzoni · Camprubi · Christen · Colombo (vanaf 1/8) · Conca · de la Cruz · Devriendt · Donovan · Fancellu · Frison · Hagen · Howson · Ludvigsson · Małecki · Monk · Moschetti · Nizzolo · Parisini · Rosskopf · Sajnok · Steimle · Townsend · Whelan · Zukowsky · Krijnsen (stagiair) · Sommer (stagiair)